# Cethosia narmada
Cethosia narmada är en fjärilsart som beskrevs av Hans Fruhstorfer 1896. Cethosia narmada ingår i släktet Cethosia och familjen praktfjärilar. Inga underarter finns listade i Catalogue of Life.